# ژان-بتیست شارکو
ژان-بتیست شارکو (انگلیسی: Jean-Baptiste Charcot; ۱۵ ژوئیه ۱۸۶۷ - ۱۶ سپتامبر ۱۹۳۶) دکتر، دانشمند قطبی و قایقران اهل فرانسه بود.
وی در بازی‌های المپیک تابستانی ۱۹۰۰ برنده دو مدال نقره قایقرانی بادبانی شده است.
شارکو همچنین برندهٔ جوایزی همچون لژیون دونور (افسر بزرگ) شده‌است، وی پدر ژان-مارتن شارکو پزشک و عصب‌شناس فرانسوی بوده است.